# Rabkor (stacja kolejowa)
Rabkor (biał. Рабкор, ros. Рабкор) – stacja kolejowa w miejscowości Rabkor, w rejonie oktiabrskim, w obwodzie homelskim, na Białorusi. Stacja krańcowa linii Bobrujsk - Rabkor.

## Historia
Stacja powstała w latach 30. XX w. na linii Bobrujsk – Staruszki. Początkowo nosiła nazwę Rabkor, później Udarnaja (ros. Ударная), a następnie powróciła do nazwy Rabkor.
W wyniki działań wojennych II wojny światowej linia Staruszki – Bobrujsk została poważnie uszkodzona. Po wojnie postanowiono nie odbudowywać jej odcinka Staruszki – Rabkor, czyniąc Rabkor stacją krańcową.

## Bibliografia

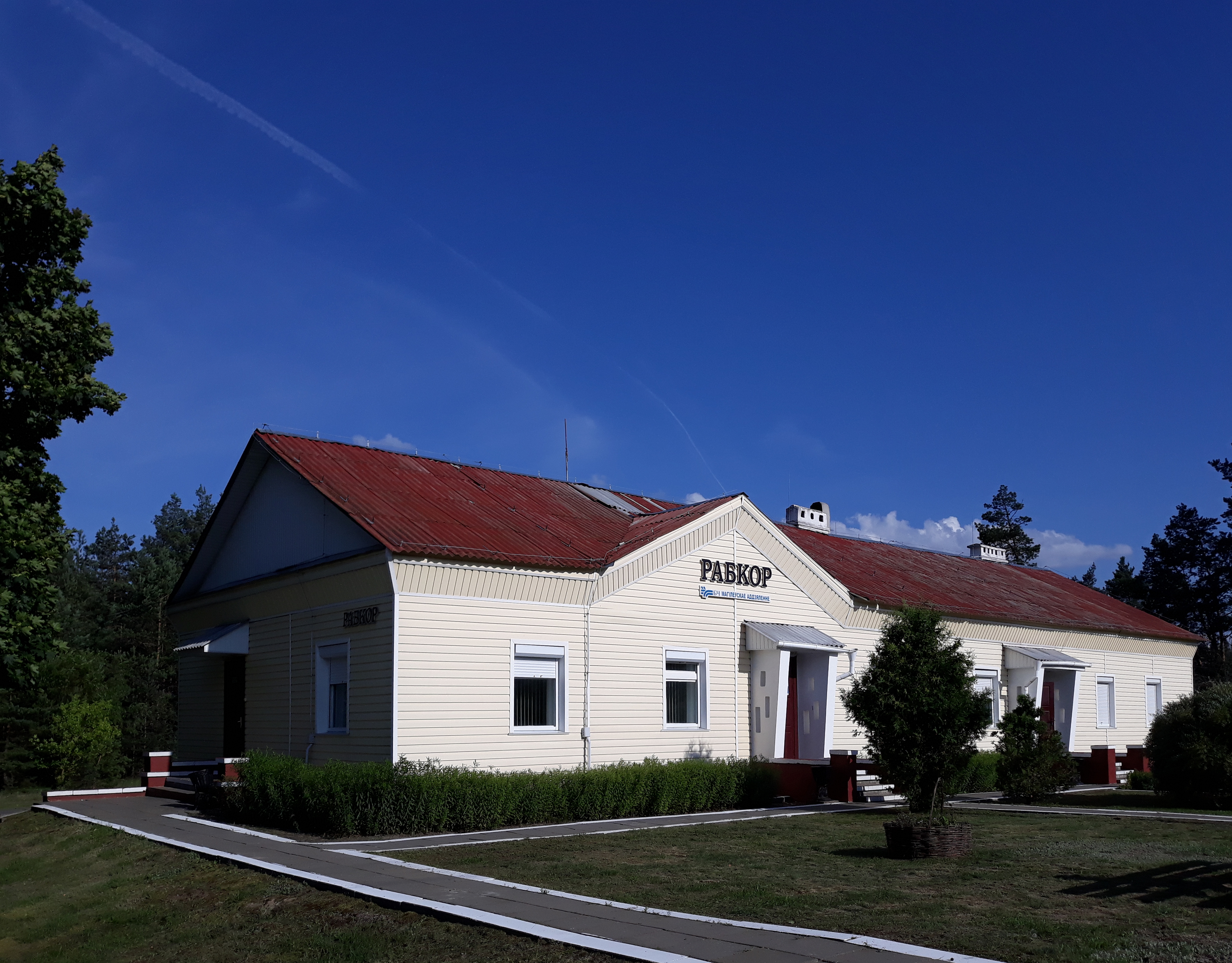
Budynek stacyjny